# Elia Zaharia
Elia Zaharia (8 de febrero de 1983) es una cantante y actriz albanesa, fue la esposa del príncipe Leka II de Albania. Contrajeron matrimonio el 8 de octubre de 2016 y se divorciaron el 25 de abril de 2024.

## Primeros años y educación
Nació el 8 de febrero de 1983 en Tirana, Albania. Es hija de Haig Zaharinë (conocido como Gjergj Polikron Zaharia y de profesión maestro) y de su exesposa Yllka Muji, de profesión actriz.
Su padre es originario de la villa de Përmet en el sur de Albania, mientras la familia de su madre proviene de la ciudad de Podgorica, capital de Montenegro. Más tarde, durante el período monárquico, se mudaron a Shkodër, una ciudad en Albania del norte. Elia tiene un hermano más joven, Amos Muji Zaharia. Su madre y su hermano son artistas famosos en Albania, su madre es una reconocida actriz y su hermano un actor, escritor y director cinematográfico.
En 2002, egresó del Liceo Nacional de Arte "Jordan Misja" de Tirana en las especialidades de arte y escenografía, más tarde se mudó a París para proseguir sus estudios universitarios; allí conoció al príncipe Leka. En 2005 se graduó en arte dramático en el Conservatorio Nacional de la ciudad de Burdeos (Conservatoire National des Arts et Métiers). Continuó sus estudios en actuación escénica en la Facultad de Artes y Filosofía de la Universidad de París 8 (Université de Vincennes à Saint-Denis).
Además de su lengua materna, la princesa habla con fluidez francés, inglés e italiano.

## Carrera
Elia ha interpretado varias obras en el Teatro Nacional, entre ellas:
- 2011: "Las Brujas de Salem" de Arthur Miller, Teatro Nacional albanés
- 2011: "Amargo Amor" de Carlo Bruni, Teatro Nacional albanés
- 2012: "Olvida el Amor" de Erion Kame, Teatro Nacional albanés de Comedia
- 2013: "El sueño de una noche de verano" de William Shakespeare, Teatro Nacional albanés
- 2014: "Los Chicos de Sol" por Neil Simon, Teatro Nacional albanés de Comedia
- 2016: Las Tres Hermanas por Anton Chekhov, Teatro Nacional albanés

También actuó en películas y se desempeñó como cantante. En 2002, obtuvo el rol principal en 'Lule te kuqe, lule te zeza', mientras que en 2008 actuó en la película "Luna de miel" de Goran Paskaljević. Desde 1999 hasta el 2002 participó en una banda musical llamada "Voz del Espíritu”.

## Matrimonio y descendencia
En París conoció al príncipe Leka y en mayo de 2010 se comprometieron. Desde entonces ella ha acompañado al príncipe Leka en todas sus visitas y reuniones con miembros de otras familias reales. 
Es Presidente de la Fundación Reina Geraldine, una organización humanitaria, caritativa y sin ánimo de lucro, creada por la Corte Real. La fundación aspira a estar cerca de las familias albanas que necesitan ayuda y a los niños que necesitan cuidados. Ha reconstruido numerosas escuelas y jardines de infancia en el norte de Albania, especialmente en el Distrito de Mat, de donde proviene la Familia Real.
El 27 de marzo de 2016 fue anunciado el compromiso de la pareja por el príncipe Skënder Zogu (1933), un miembro de la Familia Real. Se casaron el 8 de octubre de 2016 en el Palacio Real en Tirana.
La ceremonia contó con la presencia de más de 300 invitados, entre ellos miembros de otras familias reales europeas. El matrimonio civil fue oficiado por el alcalde de Tirana Erion Veliaj. Una bendición fue dada por los líderes religiosos de Albania ya que los contrayentes profesan diferentes religiones, Elia es cristiana y el príncipe Leka es musulmán
Entre los miembros de las familias reales, que asistieron la boda destacan: la reina Sofía de España, el príncipe Miguel de Kent y su esposa María Cristina de Reibnitz,  Alejandro, príncipe heredero de Serbia y su esposa la princesa Catalina, el príncipe Guillermo de Luxemburgo y su esposa la princesa Sibila, la princesa Léa de Bélgica entre otras. También asistió a la ceremonia el presidente de Albania.
El 22 de octubre de 2020 se convirtió en madre de una niña, la princesa Geraldinë Zogu, que nació en el Hospital Maternal Reina Geraldine, en Tirana.
La pareja se divorció el 25 de abril de 2024.

## Títulos, tratamientos, honores y armas

### Títulos y tratamientos
Los títulos y tratamientos son extraoficiales y no reconocidos por la república de Albania:
| ● 8 de febrero de 1983-8 de octubre de 2016: | Señorita Elia Zaharia                          |
| ● 8 de octubre de 2016-25 de abril de 2024:  | Su alteza real la princesa heredera de Albania |
| ● 25 de abril de 2024-presente:              | Señora Elia Zaharia                            |

### Honores
Nacionales
- Dama Gran Cruz de la Orden de la Fidelidad.[6]